# Броте, Юлиус
Юлиус Олайссен Броте (норв. Julius Olaissen Braathe; 4 мая 1874, Трёгстад — 8 июля 1914, Оппегор) — норвежский стрелок, чемпион летних Олимпийских игр.
Броте участвовал в трёх Олимпийских играх, включая непризнанные Международным олимпийским комитетом Внеочередные Олимпийские игры 1906 в Афинах. На них он участвовал в четырёх дисциплинах и лучшим результатом стало второе место в стрельбе из винтовки среди команд.
Затем Броте принял участие в летних Олимпийских играх 1908 в Лондоне. Он соревновался в стрельбе из винтовки на 300 метров и стал шестым среди отдельных спортсменов и первым среди команд.
На следующих Олимпийских играх 1912 в Стокгольме Броте участвовал в двух индивидуальных дисциплинах и стал 15-м в стрельбе из армейской винтовки с трёх позиций на 300 метров и 29-м в стрельбе из произвольной на 300 метров.